# 德加尼亚
德加尼亚，是西班牙阿斯图里亚斯的一个市镇。总面积87平方公里，总人口1385人（2001年），人口密度16人/平方公里。